# Nati nel 1855
| Questa pagina contiene informazioni ricavate automaticamente dalle voci biografiche con l'ausilio del template Bio e di un bot. L'aggiornamento è periodico e automatico e ricostruisce completamente la pagina. Se manca una persona in questa lista, sei pregato di non aggiungerla, ma accertati piuttosto che la sua voce biografica contenga il template Bio e che i dati anagrafici siano correttamente compilati. Se il template Bio manca, inseriscilo tu stesso o, in alternativa, metti l'avviso {{tmp\|Bio}} che ne segnala la mancanza. Se i dati riportati sono sbagliati, correggi direttamente la voce biografica; le modifiche saranno visibili in questa lista entro pochi giorni. Per chiarimenti vedi il progetto biografie. La lista contiene solo le 523 persone che sono citate nell'enciclopedia e per le quali è stato implementato correttamente il template Bio. Pagina aggiornata al 10 giu 2025. |

## Gennaio(43)
- 1º gennaio - Angelo Roth, medico e politico italiano († 1919)
- 1º gennaio - René Wiener, artista francese († 1939)
- 3 gennaio - John McKenna, imprenditore, allenatore di calcio e rugbista a 15 irlandese († 1936)
- 3 gennaio - Meta von Salis, attivista e storica svizzera († 1929)
- 5 gennaio - King Camp Gillette, imprenditore e inventore statunitense († 1932)
- 6 gennaio - Cesare Vivante, giurista e avvocato italiano († 1944)
- 6 gennaio - Elena Šoltésová, scrittrice slovacca († 1939)
- 7 gennaio - Goffredo Cognetti, scrittore e pittore italiano († 1943)
- 9 gennaio - Karl Edvard Diriks, pittore norvegese († 1930)
- 9 gennaio - Anna Kuliscioff, rivoluzionaria, medica e giornalista russa († 1925)
- 13 gennaio - Otto Lehmann, fisico tedesco († 1922)
- 14 gennaio - Raymond Saleilles, giurista francese († 1912)
- 14 gennaio - Morris Simmonds, medico tedesco († 1925)
- 14 gennaio - Homer Watson, pittore canadese († 1936)
- 16 gennaio - Augusto Levi, poeta e scrittore italiano († 1915)
- 16 gennaio - Eleanor Marx, attivista, traduttrice e sindacalista britannica († 1898)
- 17 gennaio - Ignác Alpár, architetto ungherese († 1928)
- 17 gennaio - Santi Sprugnoli, fantino italiano († 1936)
- 18 gennaio - Bamie Roosevelt, filantropa statunitense († 1931)
- 18 gennaio - Alexandre Séon, pittore francese († 1917)
- 19 gennaio - Pierre Ernest Matton, generale e esperantista francese
- 19 gennaio - Marianne Stokes, pittrice austriaca († 1927)
- 20 gennaio - Ludwik Solski, attore teatrale e direttore teatrale polacco († 1954)
- 21 gennaio - Ernest Chausson, compositore francese († 1899)
- 21 gennaio - Joseph Leydet, magistrato francese († 1919)
- 21 gennaio - Giovanni Battista Manzella, presbitero e scrittore italiano († 1937)
- 21 gennaio - Maria Luisa di Borbone-Due Sicilie, principessa († 1874)
- 21 gennaio - Marco Sbriziolo, chimico italiano († 1925)
- 23 gennaio - John Browning, progettista statunitense († 1926)
- 24 gennaio - Frank Hadow, tennista e crickettista britannico († 1946)
- 24 gennaio - Charles Henry Niehaus, scultore statunitense († 1935)
- 25 gennaio - Eduard Meyer, storico, egittologo e assiriologo tedesco († 1930)
- 26 gennaio - Ettore Ponti, politico, dirigente d'azienda e dirigente pubblico italiano († 1919)
- 27 gennaio - Carlo Mascaretti, bibliotecario, scrittore e giornalista italiano († 1928)
- 27 gennaio - Nikolaj Maksimovič Minskij, poeta e filosofo russo († 1937)
- 28 gennaio - Eugénie Garsin, imprenditrice e scrittrice francese († 1927)
- 28 gennaio - William Evans Hoyle, zoologo britannico († 1926)
- 28 gennaio - Seikei Sekiya, geologo e sismologo giapponese († 1896)
- 29 gennaio - Guido Biagi, bibliotecario, scrittore e storico italiano († 1925)
- 29 gennaio - Luigi Capaldo, politico italiano († 1947)
- 29 gennaio - Aleksandr Dmitrievič Michajlov, rivoluzionario russo († 1884)
- 30 gennaio - Ernesto Reinach, imprenditore italiano († 1943)
- 31 gennaio - Georges Chicotot, medico, artista e militare francese († 1937)

## Febbraio(42)
- 1º febbraio - Jacques Drake del Castillo, imprenditore e politico francese († 1918)
- 2 febbraio - Friedrich Bechtel, linguista e filologo tedesco († 1924)
- 2 febbraio - Paolo Vetri, pittore italiano († 1937)
- 8 febbraio - Giuseppe Orlando, ingegnere italiano († 1926)
- 11 febbraio - Ellen Day Hale, pittrice statunitense († 1940)
- 11 febbraio - Erik Werenskiold, pittore e disegnatore norvegese († 1938)
- 12 febbraio - Jacob Pavlovič Adler, attore russo († 1926)
- 12 febbraio - George Cary Comstock, astronomo statunitense († 1934)
- 12 febbraio - Lamberto Loria, etnografo, naturalista e esploratore italiano († 1913)
- 12 febbraio - Fannie Barrier Williams, insegnante e musicista statunitense († 1944)
- 13 febbraio - Paul Deschanel, politico francese († 1922)
- 14 febbraio - Christian Bohr, fisiologo danese († 1911)
- 14 febbraio - João Franco, politico portoghese († 1929)
- 14 febbraio - Vsevolod Michajlovič Garšin, scrittore russo († 1888)
- 15 febbraio - Jean-Joseph Carriès, scultore francese († 1894)
- 15 febbraio - Francesco Colzi, medico e chirurgo italiano († 1903)
- 15 febbraio - Louisa Jane Grey, nobildonna inglese († 1949)
- 15 febbraio - Gustav Hollaender, violinista, direttore d'orchestra e compositore tedesco († 1915)
- 17 febbraio - Beauchamp Duff, generale britannico († 1918)
- 17 febbraio - Otto Liman von Sanders, generale tedesco († 1929)
- 17 febbraio - Antonio Magini Coletti, baritono italiano († 1912)
- 17 febbraio - Hubert Vos, pittore olandese († 1935)
- 18 febbraio - Adolf Frey, storico della letteratura e poeta svizzero († 1920)
- 18 febbraio - Jean Jules Jusserand, storico e diplomatico francese († 1932)
- 18 febbraio - Antonino Liberi, architetto e ingegnere italiano († 1933)
- 19 febbraio - Goffredo di Crollalanza, genealogista, giornalista e araldista italiano († 1905)
- 20 febbraio - Giuseppe Trischitta, filologo, storico e poeta italiano († 1931)
- 21 febbraio - Félix Resurrección Hidalgo, pittore filippino († 1913)
- 21 febbraio - Alice Freeman Palmer, educatrice statunitense († 1902)
- 21 febbraio - Elizabeth Pennell, scrittrice statunitense († 1936)
- 21 febbraio - Vincenzo Valente, compositore e paroliere italiano († 1921)
- 23 febbraio - Maurice Bloomfield, indologo e glottologo statunitense († 1928)
- 23 febbraio - Arthur Humble Evans, ornitologo e botanico britannico († 1943)
- 24 febbraio - Emma Lampert Cooper, pittrice statunitense († 1920)
- 24 febbraio - Adolph Stöhr, filosofo, logico e docente austriaco († 1921)
- 24 febbraio - Konstantin Veličkov, scrittore bulgaro († 1907)
- 25 febbraio - Cesário Verde, poeta portoghese († 1886)
- 26 febbraio - Karl Bulla, fotografo russo († 1929)
- 26 febbraio - Johannes Gehrts, illustratore tedesco († 1921)
- 27 febbraio - Roberto Silva Renard, generale e politico cileno († 1920)
- 27 febbraio - Jakub Schikaneder, pittore ceco († 1924)
- 28 febbraio - Clemente Origo, pittore, scultore e illustratore italiano († 1921)

## Marzo(39)
- 1º marzo - Adolfo Apolloni, scultore e politico italiano († 1923)
- 1º marzo - Camillo Pecci, nobile e militare italiano († 1920)
- 1º marzo - George Ramsay, allenatore di calcio e calciatore scozzese († 1935)
- 3 marzo - Carl von Bassewitz-Levetzow, politico tedesco († 1921)
- 4 marzo - Emmett Holt, medico statunitense († 1924)
- 5 marzo - Kamures Kadın, ottomana († 1921)
- 5 marzo - Enrico Pontremoli, dirigente d'azienda, imprenditore e ingegnere italiano († 1928)
- 5 marzo - Sofia d'Asburgo-Lorena, nobile austriaca († 1857)
- 6 marzo - Walter Friedensburg, storico e archivista tedesco († 1938)
- 7 marzo - Marie-Joseph Lagrange, religioso e biblista francese († 1938)
- 7 marzo - Robert de Montesquiou, poeta e scrittore francese († 1921)
- 7 marzo - Karl von den Steinen, psichiatra, esploratore e antropologo tedesco († 1929)
- 8 marzo - Hans Friedrich Gadow, ornitologo e naturalista tedesco († 1928)
- 8 marzo - Karl Ritter von Goebel, botanico tedesco († 1932)
- 8 marzo - Carlo Fabrizio Parona, geologo e paleontologo italiano († 1939)
- 9 marzo - Warren Earp, pistolero statunitense († 1900)
- 9 marzo - Emilio Mauri, pittore venezuelano († 1908)
- 10 marzo - Giuseppe Astengo, avvocato e politico italiano († 1936)
- 11 marzo - Guglielmo Michieli, scultore italiano († 1944)
- 13 marzo - Percival Lowell, astronomo statunitense († 1916)
- 14 marzo - Claude Bowes-Lyon, XIV conte di Strathmore e Kinghorne, nobile britannico († 1944)
- 15 marzo - Eduard Glaser, arabista, archeologo e esploratore austriaco († 1908)
- 16 marzo - Achille Maffre de Baugé, poeta francese († 1928)
- 16 marzo - Aleksej Andreevič Polivanov, generale e politico russo († 1920)
- 18 marzo - Attilio De Marchi, storico, scrittore e filologo italiano († 1915)
- 20 marzo - Elard von Oldenburg-Januschau, politico tedesco († 1937)
- 22 marzo - Maurice Boisdon, schermidore francese († 1928)
- 22 marzo - Dorothy Tennant, pittrice inglese († 1926)
- 23 marzo - Franklin Henry Giddings, sociologo statunitense († 1931)
- 24 marzo - Andrew Mellon, imprenditore, banchiere e politico statunitense († 1937)
- 24 marzo - Olive Schreiner, scrittrice sudafricana († 1920)
- 25 marzo - Francesco Ghittoni, pittore italiano († 1928)
- 25 marzo - Paul Merwart, illustratore e pittore polacco († 1902)
- 28 marzo - Konrad Rieger, psichiatra tedesco († 1939)
- 28 marzo - Otto Schrader, filologo tedesco († 1919)
- 29 marzo - Julius Bredt, chimico tedesco († 1937)
- 29 marzo - Georges Rivière, pittore, critico d'arte e collezionista d'arte francese († 1943)
- 31 marzo - Théophile Cart, linguista e esperantista francese († 1931)
- 31 marzo - Gilbert Gaul, pittore e illustratore statunitense († 1919)

## Aprile(29)
- 1º aprile - Hüseyin Hilmi Pascià, politico ottomano († 1922)
- 1º aprile - Ewald von Lochow, generale tedesco († 1942)
- 4 aprile - Tovmas Nazarbekian, generale russo († 1931)
- 5 aprile - Michele Catti, pittore italiano († 1914)
- 5 aprile - Ray W. Jones, politico statunitense († 1919)
- 8 aprile - Léon Lécuyer, schermidore e tiratore a segno francese († 1915)
- 9 aprile - Emilio Barbiano di Belgiojoso d'Este, nobile e dirigente sportivo italiano († 1944)
- 9 aprile - Joseph Hellmesberger, compositore e direttore d'orchestra austriaco († 1907)
- 9 aprile - Paulos Kountouriōtīs, ammiraglio e politico greco († 1935)
- 11 aprile - Ettore Ximenes, scultore e illustratore italiano († 1926)
- 13 aprile - Ludwig Edinger, anatomista e neurologo tedesco († 1918)
- 15 aprile - Miloš Čech, vescovo vetero-cattolico ceco († 1922)
- 16 aprile - Mangkunegara V, sovrano indonesiano († 1896)
- 16 aprile - Lodovico Mortara, giurista, magistrato e politico italiano († 1937)
- 17 aprile - Semën Afanas'evič Vengerov, critico letterario e bibliografo russo († 1920)
- 18 aprile - Abraham Bredius, storico dell'arte e collezionista d'arte olandese († 1946)
- 18 aprile - Josef Gruber, compositore e organista austriaco († 1933)
- 18 aprile - Parfait-Louis Monteil, militare e esploratore francese († 1925)
- 20 aprile - Inukai Tsuyoshi, politico giapponese († 1932)
- 21 aprile - Heinrich Grünfeld, violoncellista boemo († 1931)
- 22 aprile - Gustav von Rohden, teologo tedesco († 1942)
- 25 aprile - Vittorio Baravalle, compositore italiano († 1942)
- 25 aprile - Hjalmar Lundbohm, chimico e geologo svedese († 1926)
- 27 aprile - Frank Bourne, militare britannico († 1945)
- 27 aprile - Caroline Rémy de Guebhard, scrittrice e giornalista francese († 1929)
- 28 aprile - José Malhoa, pittore portoghese († 1933)
- 28 aprile - Mario Nicolis di Robilant, generale e politico italiano († 1943)
- 29 aprile - Josep Batlló i Casanovas, imprenditore spagnolo († 1934)
- 29 aprile - William Elkin, astronomo statunitense († 1933)

## Maggio(41)
- 1º maggio - Cecilia Beaux, pittrice statunitense († 1942)
- 1º maggio - Marie Corelli, scrittrice e poetessa inglese († 1924)
- 3 maggio - Katherine Harley, militare e attivista britannica († 1917)
- 4 maggio - Adolphe Giraldon, pittore e illustratore francese († 1933)
- 4 maggio - Noël Valois, storico, archivista e medievista francese († 1915)
- 5 maggio - Bidar Kadın, principessa († 1918)
- 7 maggio - Jacques Hermant, architetto francese († 1930)
- 7 maggio - Frédéric Georges Herr, generale francese († 1932)
- 7 maggio - Jaroslav Hlava, patologo ceco († 1924)
- 7 maggio - Nikolaj Feofanovič Kaščenko, biologo sovietico († 1935)
- 7 maggio - Oskar von Miller, ingegnere tedesco († 1934)
- 8 maggio - Bohuslav Brauner, chimico ceco († 1935)
- 8 maggio - Giuseppe Navone, scultore italiano († 1917)
- 8 maggio - Edward William Nelson, ornitologo statunitense († 1934)
- 9 maggio - David Santillana, giurista italiano († 1931)
- 10 maggio - Adolf Brütt, scultore tedesco († 1939)
- 10 maggio - Maximilian von Laffert, generale tedesco († 1917)
- 10 maggio - Sri Yukteswar, astrologo e mistico indiano († 1936)
- 11 maggio - Anatolij Konstantinovič Ljadov, compositore, insegnante e direttore d'orchestra russo († 1914)
- 12 maggio - Hermes da Fonseca, generale e politico brasiliano († 1923)
- 12 maggio - Robert Allen Rolfe, botanico britannico († 1921)
- 14 maggio - Francesco Marconi, tenore italiano († 1916)
- 15 maggio - Eduard von Keyserling, scrittore tedesco († 1918)
- 16 maggio - Lodovico Zdekauer, archivista, giurista e storico ceco († 1924)
- 18 maggio - Francis Bellamy, scrittore statunitense († 1931)
- 18 maggio - Émilie Lerou, scrittrice e attrice teatrale francese († 1935)
- 18 maggio - Romeo Pazzini, scultore, pittore e ceramista italiano († 1942)
- 20 maggio - Santino Taveggia, missionario e vescovo cattolico italiano († 1928)
- 20 maggio - Hugo von Freytag-Loringhoven, generale tedesco († 1924)
- 21 maggio - Romeo Cristani, scultore italiano († 1920)
- 21 maggio - Luigi Robecchi Bricchetti, geografo e esploratore italiano († 1926)
- 21 maggio - Émile Verhaeren, poeta belga († 1916)
- 24 maggio - Alfred Cort Haddon, antropologo e etnologo britannico († 1940)
- 24 maggio - Arthur Wing Pinero, drammaturgo britannico († 1934)
- 24 maggio - Manfred von Richthofen, generale tedesco († 1939)
- 26 maggio - Vittoria Aganoor, poetessa italiana († 1910)
- 26 maggio - Felice Vezzani, pittore, decoratore e attivista italiano († 1930)
- 27 maggio - Augusto Miranda y Godoy, ammiraglio, politico e scrittore spagnolo († 1920)
- 28 maggio - Emilio Estrada, politico ecuadoriano († 1911)
- 29 maggio - David Bruce, patologo e microbiologo scozzese († 1931)
- 29 maggio - Ettore Stampini, filologo classico e latinista italiano († 1930)

## Giugno(35)
- 1º giugno - Edward Angle, dentista statunitense († 1930)
- 1º giugno - Walter Buchanan, calciatore inglese († 1926)
- 1º giugno - Edmund Fitzalan-Howard, I visconte FitzAlan di Derwent, politico inglese († 1947)
- 1º giugno - Gustave Geffroy, letterato francese († 1926)
- 1º giugno - Karl von Pflanzer-Baltin, generale austro-ungarico († 1925)
- 2 giugno - Hermann Julius Kolbe, entomologo tedesco († 1939)
- 2 giugno - Lando Landucci, giurista e politico italiano († 1937)
- 2 giugno - Archibald Berkeley Milne, ammiraglio britannico († 1938)
- 3 giugno - Henri Brosselard-Faidherbe, esploratore francese († 1893)
- 3 giugno - Ned Kelly, criminale australiano († 1880)
- 4 giugno - Josephine de Reszke, soprano polacco († 1891)
- 5 giugno - Obizzo Malaspina di Carbonara, diplomatico e politico italiano († 1933)
- 5 giugno - Hanuš Wihan, violoncellista ceco († 1920)
- 7 giugno - Heinrich Wenzel, indologo tedesco († 1893)
- 8 giugno - Natalija Ivanivna Kobryns'ka, scrittrice, giornalista e attivista ucraina († 1920)
- 9 giugno - Gustaf Dalman, orientalista e teologo tedesco († 1941)
- 10 giugno - Marie Armand Patrice de Mac-Mahon, nobile e generale francese († 1927)
- 11 giugno - Alfred John North, ornitologo australiano († 1917)
- 12 giugno - Marie Tayau, violinista e insegnante francese († 1892)
- 13 giugno - Heinrich Finke, storico tedesco († 1938)
- 14 giugno - Robert M. La Follette, politico statunitense († 1925)
- 14 giugno - Harry M. Stevens, imprenditore statunitense († 1934)
- 15 giugno - Adolf Baumgartner, filologo classico e storico tedesco († 1930)
- 19 giugno - John Lambton, III conte di Durham, nobile inglese († 1928)
- 19 giugno - Anna Maria Tauscher van den Bosch, religiosa tedesca († 1938)
- 20 giugno - Archibald Hay-Drummond, XIII conte di Kinnoull, nobile e ufficiale britannico († 1916)
- 23 giugno - Maude Valérie White, compositrice britannica († 1937)
- 24 giugno - Muhammad IV al-Hadi, tunisino († 1906)
- 24 giugno - Ruben Saillens, pastore protestante e scrittore francese († 1942)
- 25 giugno - William Alexander Forbes, zoologo britannico († 1883)
- 25 giugno - Giovanni Penna, imprenditore, dirigente d'azienda e politico italiano († 1941)
- 28 giugno - Francesco Quagliariello, politico e avvocato italiano
- 28 giugno - Theodor Reuss, esoterista tedesco († 1923)
- 28 giugno - Federico Tabassi, politico italiano († 1939)
- 29 giugno - Karol Sliwowski, vescovo cattolico polacco († 1933)

## Luglio(33)
- 2 luglio - Louis Maxson, arciere statunitense († 1916)
- 2 luglio - Georg Pauli, pittore svedese († 1935)
- 4 luglio - Vlaho Bukovac, pittore croato († 1922)
- 4 luglio - Francis Sparks, calciatore inglese († 1934)
- 7 luglio - Aleksandr Ivanovič Ėrtel', romanziere russo († 1908)
- 7 luglio - William Fullingim, supercentenario statunitense († 1965)
- 7 luglio - Ludwig Ganghofer, scrittore, drammaturgo e editore tedesco († 1920)
- 13 luglio - Hedwig Pringsheim, attrice tedesca († 1942)
- 14 luglio - Muhammad V al-Nasir, sovrano tunisino († 1922)
- 16 luglio - Rodolphe Lindt, inventore e imprenditore svizzero († 1909)
- 16 luglio - Georges Rodenbach, poeta, giornalista e romanziere belga († 1898)
- 18 luglio - Francesco Doria d'Eboli, nobile e politico italiano († 1916)
- 18 luglio - Beaumont Jarrett, calciatore inglese († 1905)
- 18 luglio - Axel Paulsen, pattinatore artistico su ghiaccio e pattinatore di velocità su ghiaccio norvegese († 1938)
- 18 luglio - Richard Zander, anatomista tedesco († 1918)
- 18 luglio - Leopoldo di Anhalt, nobile tedesco († 1886)
- 19 luglio - Živojin Mišić, generale serbo († 1921)
- 19 luglio - Emil Paur, direttore d'orchestra austriaco († 1932)
- 20 luglio - Pierre Puiseux, astronomo francese († 1928)
- 21 luglio - Octave Gallian, pittore francese († 1918)
- 22 luglio - Vittorio Camerana, generale italiano († 1923)
- 22 luglio - Octave Van Rysselberghe, architetto belga († 1929)
- 23 luglio - Edward Lyttelton, calciatore inglese († 1942)
- 24 luglio - René Basset, orientalista francese († 1924)
- 25 luglio - Giuseppe Luigi Malliani, politico italiano († 1920)
- 25 luglio - Gaston Romazzotti, militare e ingegnere francese († 1915)
- 26 luglio - Ferdinand Tönnies, sociologo tedesco († 1936)
- 27 luglio - Mariano Gomar de las Infantas, avvocato e politico spagnolo († 1923)
- 28 luglio - Louisine Havemeyer, filantropa statunitense († 1929)
- 29 luglio - Giuseppe Mezzanotte, scrittore italiano († 1935)
- 30 luglio - Achille Majnoni d'Intignano, architetto italiano († 1935)
- 31 luglio - Guido Bodländer, chimico tedesco († 1904)
- 31 luglio - Henry Hosey Davis, compositore di scacchi britannico († 1954)

## Agosto(45)
- 1º agosto - Thomas Commerford, attore statunitense († 1920)
- 1º agosto - Luigi Serena, pittore italiano († 1911)
- 1º agosto - Giovanni Sottocornola, pittore e restauratore italiano († 1917)
- 3 agosto - Osvaldo Armanni, architetto italiano († 1929)
- 4 agosto - Per Karl Hjalmar Dusén, ingegnere, esploratore e botanico svedese († 1926)
- 4 agosto - Jay Hunt, regista, attore cinematografico e sceneggiatore statunitense († 1932)
- 4 agosto - Jonas Wenström, ingegnere e inventore svedese († 1893)
- 5 agosto - Alfredo Capelli, matematico italiano († 1910)
- 5 agosto - Carlo Malagola, storico italiano († 1910)
- 6 agosto - Isaac Isaacs, giudice e politico australiano († 1948)
- 6 agosto - Adam Mahrburg, filosofo polacco († 1913)
- 7 agosto - Vera Spiridonovna Ljubatovič, rivoluzionaria russa († 1908)
- 9 agosto - Michel Léonard Béguine, scultore francese († 1929)
- 9 agosto - Vincenzo Giuseppe De Prisco, politico e archeologo italiano († 1921)
- 9 agosto - Jean Lorrain, poeta e scrittore francese († 1906)
- 10 agosto - Carlo Bonatto Minella, pittore italiano († 1878)
- 10 agosto - Hans Jacob Hansen, zoologo danese († 1936)
- 12 agosto - John Smith, calciatore, rugbista a 15 e medico britannico († 1937)
- 13 agosto - Biagio Brugi, giurista italiano († 1934)
- 13 agosto - Charles Dazey, scrittore, commediografo e sceneggiatore statunitense († 1938)
- 13 agosto - Giulio Tommasi, arcivescovo cattolico italiano († 1936)
- 14 agosto - Fernand Portal, presbitero francese († 1926)
- 15 agosto - Roberto Guastalla, pittore italiano († 1912)
- 17 agosto - Ettore Caporali, matematico italiano († 1886)
- 18 agosto - Ugo Maneo, politico italiano († 1945)
- 18 agosto - Alfred Wallis, artista britannico († 1942)
- 19 agosto - Ernest Jacques Barbot, generale francese († 1915)
- 19 agosto - Linda Malnati, sindacalista e attivista italiana († 1921)
- 19 agosto - Abramo Spinelli, pittore italiano († 1924)
- 20 agosto - Innokentij Fëdorovič Annenskij, poeta, traduttore e critico letterario russo († 1909)
- 22 agosto - Anatole Chauffard, medico francese († 1932)
- 22 agosto - Arthur James Herbert, diplomatico inglese († 1921)
- 23 agosto - Louis Philip Adélard Langevin, arcivescovo cattolico canadese († 1915)
- 23 agosto - William Morrison, chimico e imprenditore scozzese († 1927)
- 24 agosto - Maria Teresa di Braganza, nobile († 1944)
- 25 agosto - Luigi Bozino, avvocato e dirigente sportivo italiano († 1939)
- 25 agosto - Hugo von Pohl, ammiraglio tedesco († 1916)
- 26 agosto - Ma'mun Al Rashid Perkasa Alamyah, sovrano indonesiano († 1924)
- 26 agosto - Lidia Poët, avvocata italiana († 1949)
- 27 agosto - John F. Keeble, compositore di scacchi inglese († 1939)
- 29 agosto - Erik Ludvig Henningsen, pittore e illustratore danese († 1930)
- 30 agosto - Evelyn De Morgan, pittrice britannica († 1919)
- 30 agosto - Ramón Lorenzo Falcón, poliziotto, politico e militare argentino († 1909)
- 30 agosto - Vincenzo Mendaia, magistrato e politico italiano († 1924)
- 31 agosto - Sebastiano Nicotra, arcivescovo cattolico italiano († 1929)

## Settembre(43)
- 1º settembre - Eugène Boch, pittore e poeta belga († 1941)
- 2 settembre - Hoke Smith, politico e editore statunitense († 1931)
- 4 settembre - Charles-Louis Houdard, pittore e incisore francese († 1931)
- 5 settembre - Henry Victor Deligny, generale francese († 1938)
- 5 settembre - Arcangelo Ghisleri, geografo, filosofo e politico italiano († 1938)
- 7 settembre - Adriano Colocci, politico, fotografo e giornalista italiano († 1941)
- 7 settembre - William Friese-Greene, regista, fotografo e inventore inglese († 1921)
- 7 settembre - Antonino Martino, avvocato e politico italiano († 1935)
- 8 settembre - Augusto Gazelli di Rossana, politico italiano († 1937)
- 8 settembre - Từ Minh, imperatrice vietnamita († 1906)
- 9 settembre - Houston Stewart Chamberlain, scrittore e filosofo britannico († 1927)
- 9 settembre - Secondo Pia, avvocato e fotografo italiano († 1941)
- 10 settembre - Robert Koldewey, archeologo tedesco († 1925)
- 10 settembre - Albert Frederick Mummery, alpinista inglese († 1895)
- 10 settembre - Paul Wiesner, velista tedesco († 1930)
- 11 settembre - Émile Driant, scrittore e militare francese († 1916)
- 11 settembre - William Mulholland, ingegnere irlandese († 1935)
- 12 settembre - William Sharp, scrittore e poeta scozzese († 1905)
- 12 settembre - Jacobus van Looy, pittore e scrittore olandese († 1930)
- 13 settembre - Alberto Treves de Bonfili, politico e banchiere italiano († 1921)
- 14 settembre - Maria di Prussia, principessa († 1888)
- 15 settembre - Evelyn Greenleaf Sutherland, commediografa statunitense († 1908)
- 17 settembre - Giuseppe Frua, imprenditore italiano († 1937)
- 18 settembre - Armando Lucifero, nobile, poeta e scrittore italiano († 1933)
- 19 settembre - Katharina Klafsky, soprano ungherese († 1896)
- 20 settembre - Arnold Netter, medico, igienista e pediatra francese († 1936)
- 20 settembre - Piero Strozzi, nobile e politico italiano († 1907)
- 21 settembre - Rodolfo Gambini, pittore italiano († 1928)
- 21 settembre - Fedele Romani, scrittore italiano († 1910)
- 22 settembre - Giuseppe Mazzatinti, filologo, bibliografo e bibliotecario italiano († 1906)
- 22 settembre - Alice Zimmern, scrittrice, traduttrice e educatrice britannica († 1939)
- 23 settembre - Alexis André, scultore francese († 1935)
- 25 settembre - Leo Deutsch, rivoluzionario russo († 1941)
- 25 settembre - Teresa Grillo Michel, religiosa italiana († 1944)
- 25 settembre - Mariano de Cavia, giornalista spagnolo († 1920)
- 25 settembre - Giovanni Antonio Vanni, magistrato e politico italiano († 1924)
- 26 settembre - Luigi Fabron, pittore italiano († 1907)
- 27 settembre - Aniya la Gitana, cantante, danzatrice e chitarrista spagnola († 1933)
- 29 settembre - Paul Émile Appell, matematico francese († 1930)
- 29 settembre - Michele Esposito, pianista, direttore d'orchestra e compositore italiano († 1929)
- 29 settembre - Michel Gondinet, dirigente sportivo e scrittore francese († 1936)
- 30 settembre - Frank Arah Day, politico statunitense († 1928)
- 30 settembre - Ljudmila Aleksandrovna Volkenštejn, rivoluzionaria russa († 1906)

## Ottobre(39)
- 1º ottobre - José Benlliure y Gil, pittore spagnolo († 1937)
- 1º ottobre - John Norton, numismatico e politico britannico († 1943)
- 2 ottobre - Paul Durrieu, storico dell'arte e medievista francese († 1925)
- 3 ottobre - Louis de Beaufront, linguista, glottoteta e esperantista francese († 1935)
- 5 ottobre - Jean Discart, pittore italiano († 1940)
- 6 ottobre - Giampietro Chironi, giurista e politico italiano († 1918)
- 7 ottobre - Théodore Gosselin, storico e drammaturgo francese († 1935)
- 8 ottobre - George Edwardes, direttore artistico e produttore teatrale britannico († 1915)
- 8 ottobre - Ernesto Presbitero, militare e politico italiano († 1923)
- 8 ottobre - Edgar Saltus, scrittore statunitense († 1921)
- 9 ottobre - Pierre Chappuis, fisico svizzero († 1916)
- 11 ottobre - Thomas Audo, arcivescovo cattolico e filologo iracheno († 1918)
- 12 ottobre - Arthur Nikisch, direttore d'orchestra ungherese († 1922)
- 12 ottobre - August Sauer, germanista e storico della letteratura austriaco († 1926)
- 12 ottobre - Federico Ferdinando di Schleswig-Holstein-Sonderburg-Glücksburg, principe tedesco († 1934)
- 15 ottobre - Luigi Mapelli, compositore e direttore d'orchestra italiano († 1913)
- 16 ottobre - Jules Roulleau, scultore francese († 1895)
- 17 ottobre - Joseph Harker, scenografo, attore e pittore britannico († 1927)
- 18 ottobre - Ladislaus Müller von Szentgyörgy, diplomatico e nobile ungherese († 1941)
- 18 ottobre - Sigismund Felix von Ow-Felldorf, vescovo cattolico tedesco († 1936)
- 18 ottobre - Michele Palatini, politico italiano († 1914)
- 19 ottobre - Paolina di Waldeck e Pyrmont, principessa († 1925)
- 20 ottobre - Xu Shichang, politico cinese († 1939)
- 21 ottobre - Giovanni Battista Guccia, matematico italiano († 1914)
- 21 ottobre - Otway Woodhouse, tennista britannico († 1887)
- 24 ottobre - Emilio Motta, storico e numismatico svizzero († 1920)
- 24 ottobre - James S. Sherman, politico statunitense († 1912)
- 25 ottobre - Grace Cadell, medico scozzese († 1918)
- 26 ottobre - Francesco Somaini, imprenditore, militare e politico italiano († 1939)
- 27 ottobre - Ivan Vladimirovič Mičurin, agronomo, botanico e genetista russo († 1935)
- 28 ottobre - Antonino Calabretta, ingegnere navale italiano († 1936)
- 29 ottobre - Paul Bruchési, vescovo cattolico canadese († 1939)
- 29 ottobre - Cirillo IX Moghabghab, vescovo cattolico e patriarca cattolico libanese († 1947)
- 29 ottobre - Frederick Thomas Dalton, giornalista, illustratore e avvocato britannico († 1927)
- 29 ottobre - Emil Doepler, illustratore, grafico e araldista tedesco († 1922)
- 30 ottobre - Károly Aggházy, pianista e compositore ungherese († 1918)
- 30 ottobre - William Grenfell, schermidore britannico († 1945)
- 31 ottobre - Paul Chocarne-Moreau, pittore francese († 1930)
- 31 ottobre - Joseph Wright, linguista britannico († 1930)

## Novembre(36)
- 1º novembre - Guido Adler, musicologo e docente austriaco († 1941)
- 2 novembre - Henrik Schück, scrittore svedese († 1947)
- 2 novembre - Carlo Viola, geologo italiano († 1925)
- 3 novembre - Pavle Marković-Adamov, scrittore e drammaturgo serbo († 1907)
- 3 novembre - Enrico Reycend, pittore italiano († 1928)
- 4 novembre - Michail Aleksandrovič Menzbir, zoologo russo († 1935)
- 4 novembre - Frederick Orpen Bower, botanico britannico († 1948)
- 5 novembre - Eugene Victor Debs, politico, sindacalista e attivista statunitense († 1926)
- 5 novembre - Léon Philippe Teisserenc de Bort, meteorologo francese († 1913)
- 6 novembre - Dmytro Ivanovyč Javornyc'kyj, storico, archeologo e etnografo ucraino († 1940)
- 6 novembre - Louis Muraton, pittore francese († 1919)
- 7 novembre - Edwin Hall, fisico statunitense († 1938)
- 7 novembre - Nahar Singh di Shahpura, principe indiano († 1932)
- 8 novembre - James Williamson, regista, direttore della fotografia e sceneggiatore scozzese († 1933)
- 9 novembre - Alexandros Zaimīs, politico greco († 1936)
- 10 novembre - Pierre Alexandre Darracq, imprenditore francese († 1931)
- 10 novembre - Ailwyn Fellowes, I barone Ailwyn, politico inglese († 1924)
- 10 novembre - Kirion II, monaco cristiano e arcivescovo ortodosso georgiano († 1918)
- 11 novembre - Stevan Sremac, scrittore serbo († 1906)
- 12 novembre - Joaquim Augusto Mouzinho de Albuquerque, ufficiale portoghese († 1902)
- 12 novembre - Tito Tonoli, organaro italiano († 1897)
- 15 novembre - Paolo Cuzzetti, politico italiano († 1925)
- 16 novembre - Luigi Gioli, pittore italiano († 1947)
- 16 novembre - Iginio Tansini, chirurgo e oncologo italiano († 1943)
- 16 novembre - Tommaso Tittoni, diplomatico e politico italiano († 1931)
- 17 novembre - Giuseppe Campanari, baritono e violoncellista italiano († 1927)
- 17 novembre - Carl Gassner, medico e inventore tedesco († 1942)
- 18 novembre - Erminia Borghi-Mamo, soprano italiano († 1941)
- 20 novembre - Josiah Royce, filosofo statunitense († 1916)
- 23 novembre - Kaspar Decurtins, sociologo, storiografo e politico svizzero († 1916)
- 23 novembre - Frank Fletcher, ammiraglio statunitense († 1928)
- 26 novembre - Vladimir Alekseevič Giljarovskij, scrittore, giornalista e storico russo († 1935)
- 26 novembre - Franz Xaver Nagl, cardinale e arcivescovo cattolico austriaco († 1913)
- 26 novembre - Prabhu Narayan Singh, principe indiano († 1931)
- 26 novembre - Alfonso Sellaroli, orologiaio italiano († 1940)
- 27 novembre - Mario Canavari, paleontologo e geologo italiano († 1928)

## Dicembre(42)
- 2 dicembre - Elvira Guerra, cavallerizza e circense italiana († 1937)
- 4 dicembre - Franz Muncker, storico della letteratura tedesco († 1926)
- 5 dicembre - Clinton Hart Merriam, zoologo, ornitologo e entomologo statunitense († 1942)
- 6 dicembre - Carlo Bugatti, ebanista, designer e politico italiano († 1940)
- 6 dicembre - Magnus von Eberhardt, generale tedesco († 1939)
- 7 dicembre - Stuart Macrae, calciatore inglese († 1927)
- 7 dicembre - Clementine Plessner, attrice austriaca († 1943)
- 8 dicembre - Enrico XXIV di Reuss-Köstritz, compositore tedesco († 1910)
- 9 dicembre - Giuseppe Cellini, pittore e decoratore italiano († 1940)
- 9 dicembre - Enrico Cimbali, giurista italiano († 1887)
- 9 dicembre - Giorgio Gusmini, cardinale e arcivescovo cattolico italiano († 1921)
- 10 dicembre - Henri-Adolphe-Auguste Deglane, architetto francese († 1931)
- 10 dicembre - Henry Nicholas Ridley, botanico e biologo inglese († 1956)
- 10 dicembre - August Spies, anarchico statunitense († 1887)
- 11 dicembre - Domenico Biondi, medico italiano († 1914)
- 11 dicembre - Fernand Cabrol, teologo e abate francese († 1937)
- 11 dicembre - Charles Frederick Cross, chimico inglese († 1935)
- 11 dicembre - David Ffrangcon-Davies, baritono gallese († 1918)
- 12 dicembre - Gavino Contini, poeta italiano († 1915)
- 13 dicembre - Vincenzo Sardi di Rivisondoli, arcivescovo cattolico italiano († 1920)
- 14 dicembre - Alberto Barracco, politico italiano († 1909)
- 14 dicembre - Vincenzo Volpe, pittore italiano († 1929)
- 15 dicembre - Georg Ledderhose, chirurgo tedesco († 1925)
- 15 dicembre - Ville Vallgren, scultore finlandese († 1940)
- 16 dicembre - Hope Bridges Adams Lehmann, ginecologa tedesca († 1916)
- 16 dicembre - Louis Nels, politico e diplomatico tedesco († 1910)
- 17 dicembre - Suze Robertson, pittrice olandese († 1922)
- 18 dicembre - Mario Lessona, zoologo italiano († 1911)
- 20 dicembre - Giulio Blum, militare italiano († 1917)
- 20 dicembre - Saverio Masi, politico italiano († 1910)
- 22 dicembre - Victor Deguise, generale belga († 1925)
- 24 dicembre - John Starley, inventore e imprenditore inglese († 1901)
- 25 dicembre - Salvatore Calandruccio, chirurgo e entomologo italiano († 1908)
- 26 dicembre - Arnold Mendelssohn, compositore tedesco († 1933)
- 26 dicembre - Francesco Navarrini, basso italiano († 1923)
- 28 dicembre - Emmanuel Drake del Castillo, botanico francese († 1904)
- 28 dicembre - Juan Zorrilla de San Martín, poeta, diplomatico e scrittore uruguaiano († 1931)
- 29 dicembre - Vettor Giusti del Giardino, politico e nobile italiano († 1926)
- 30 dicembre - Heinrich Hart, scrittore tedesco († 1906)
- 30 dicembre - Gian Giacomo Morando, politico italiano († 1919)
- 31 dicembre - Friedrich Johann Karl Becke, mineralogista austriaco († 1931)
- 31 dicembre - Giovanni Pascoli, poeta e critico letterario italiano († 1912)

## Senza giorno specificato(56)
- Babemba Traoré, sovrano maliano († 1898)
- Adelaide Bartlett, francese
- Giuseppe Bellonci, medico italiano († 1888)
- Alfio Belluso, poeta e scrittore italiano († 1903)
- Alberto Benedini, politico italiano († 1901)
- Achille Bertelli, farmacista, imprenditore e pioniere dell'aviazione italiano († 1925)
- Elena Bibescu, pianista rumena († 1902)
- Charles Vernon Boys, fisico britannico († 1944)
- Karl Brunner, chimico austriaco († 1935)
- Ottorino Caracciolo, pittore italiano († 1880)
- Argia Castiglioni Vitalis, poetessa, giornalista e patriota italiana († 1933)
- Lidija Ceraskaja, astronoma russa († 1931)
- Robert Henry Charles, biblista e teologo inglese († 1931)
- Carlo Chessa, pittore, incisore e illustratore italiano († 1912)
- Francesco Contarino, matematico italiano († 1933)
- Robert McGowan Coventry, pittore inglese († 1914)
- Wilhelm Dahlbom, pittore svedese († 1928)
- Vito De Bellis, politico italiano († 1928)
- Evelyn Franceschi Marini, storica dell'arte, giornalista e scrittrice italiana († 1920)
- Hans Geitel, fisico tedesco († 1923)
- Gesja Meerovna Gel'fman, rivoluzionaria russa († 1882)
- Giovanni XIX di Alessandria, vescovo cristiano orientale egiziano († 1942)
- Nadežda Aleksandrovna Golovina, rivoluzionaria russa († 1943)
- Sarah Elisabeth Goode, inventrice statunitense († 1905)
- Spiridon Gopčević, astronomo austriaco († 1928)
- Frank Gresley, artista britannico († 1936)
- Dorothea Gérard, scrittrice scozzese († 1915)
- Abd al-Rahman al-Kawakibi, teologo siriano († 1902)
- Heinrich Kiliani, chimico tedesco († 1945)
- Arnold Lang, zoologo svizzero († 1914)
- Giovanni Livi, storico italiano († 1930)
- Adamo Lucchesi, esploratore italiano († 1940)
- Guglielmo Marin, ingegnere italiano († 1920)
- Henry Markó, pittore italiano († 1921)
- Giacinto Martorelli, ornitologo italiano († 1917)
- María Esperanza Manuel de Villena, nobildonna spagnola († 1935)
- Angelo Mascheroni, pianista, compositore e direttore d'orchestra italiano († 1905)
- Mtwa Mkwawa, condottiero tanzaniano († 1898)
- Santo Monti, presbitero e storico italiano († 1923)
- Anthony O'Sullivan, attore e regista statunitense († 1920)
- Sara Page, pittrice inglese († 1943)
- Eugène Penard, biologo svizzero († 1954)
- Hugo Ribbert, patologo tedesco († 1920)
- Mariano Rocchi, pittore, collezionista d'arte e antiquario italiano († 1943)
- Carl Joseph Schröter, botanico svizzero († 1939)
- Ermete Stella, musicista italiano († 1937)
- Henry Carter Stuart, politico statunitense († 1933)
- Giuseppe Sturani, direttore d'orchestra italiano († 1940)
- Nadežda Dmitrievna Subbotina, rivoluzionaria russa
- Fred Manville Taylor, economista statunitense († 1932)
- Il'ja Fëdorovič Tjumenev, librettista, compositore e artista russo († 1927)
- Dmitrij Fëdorovič Trepov, politico e generale russo († 1906)
- Nikolaos Triantaphyllakos, politico greco († 1939)
- Icilio Vanni, filosofo e sociologo italiano († 1903)
- Tenpai Wangchuk, monaco buddhista tibetano († 1882)
- Giacomo Zammattio, architetto italiano († 1927)